# Primm
Primm (outrora conhecida como State Line e muitas vezes designada como Primm Valley, o nome de um seus casinos) é uma comunidade não incorporada do condado de Clark no estado do Nevada, nos Estados Unidos . È importante a sua localização, visto ser atravessada pela  Interstate 15, mesmo  na linha de fronteira entre os estados da  Califórnia e do Nevada. Fica situada à beira do Lago Ivanpah.
Primm foi designada outrora pelo nome de State Line (duas palavras), mas foi rebatizada em 1996 para não ser confundida com outra cidade chamada  Stateline no norte do Nevada. O topónimo Primm tem origem no nome do desenvolvedor original da cidade e dono de um primeiros casinos Ernest Jay Primm.
A economia da vila é baseada nos seus três casinos que atraem apostadores do Sul da Califórnia que pretendem parar para apostar antes de deixar o estado do Nevada. A maioria dos residentes de Primm trabalham nos casinos. Não se sabe a população exata da localidade, visto fazer parte de uma região censo que alberga outras localidades. Segundo o censo de 2000 estimava-se uma população de 536, segundo outros 284 e segundo um jornal de Las Vegas, 1.132 em 2007.

## História
Na década de 1920, Pete MacIntyre possuía uma estação de gasolina na linha de estado. MacIntyre  tinha aparentemente dificuldade em vender gasolina e então virou-se para o negócio de fabrico e  venda de moonshine (bebida ilegal que floresceu na década de 1920, devido à famosa e ineficaz Lei Seca). A história de Primm lembra-o como "Whiskey Pete" (Wiskey do Pete. Qundo ele faleceu em 1933, ele desejou ser enterrado em pé com uma garrafa de bebida ilegal nas suas mãos e assim podia observar a área à sua volta. A sepultura de Peter seria acidentalmente exumada enquanto os trabalhadores construíam uma ponte entre a estação de gasolina Whiskey Pete's e o hotel Buffalo Bill e o Casino (no outro lado da I 15).O corpo foi movido e diz-se agora que foi enterrado numa das grutas onde  MacIntyre preparava a sua moonshine (bebida ilegal, feita ilegalmente). Dale Hamilton possuiu  State entre a década de 1950 e os inícios da década de 1970. Depois de ter comprado a propriedade, ele construiu uma estação de gasolina Chevron, um edifício que continha uma pequeno casino e um café. Ele também construiu uma garagem e serviço de reboque. Ele chamou ao negócio  "State Line Bar:Slots". Em 1997, teve lugar em Primm o 20.º   World's Strongest Man .

## Atraçõess
- Buffalo Bill's
- Primm Valley Resort
- Whiskey Pete's

Primm tem também um centro comercial outlet, Fashion Outlets of Las Vegas, bem como postos de gasolina, restaurantes e apartamentos onde residem os trabalhadores de Primm. .

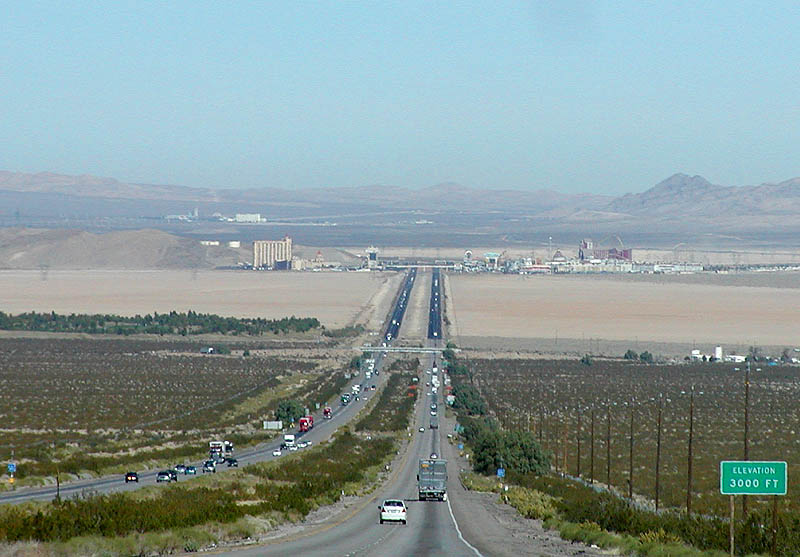
O vale de Ivanpah visto do  norte da  I-15 (os casinos de Primm podem ser avistados ao fundo da fotografia).
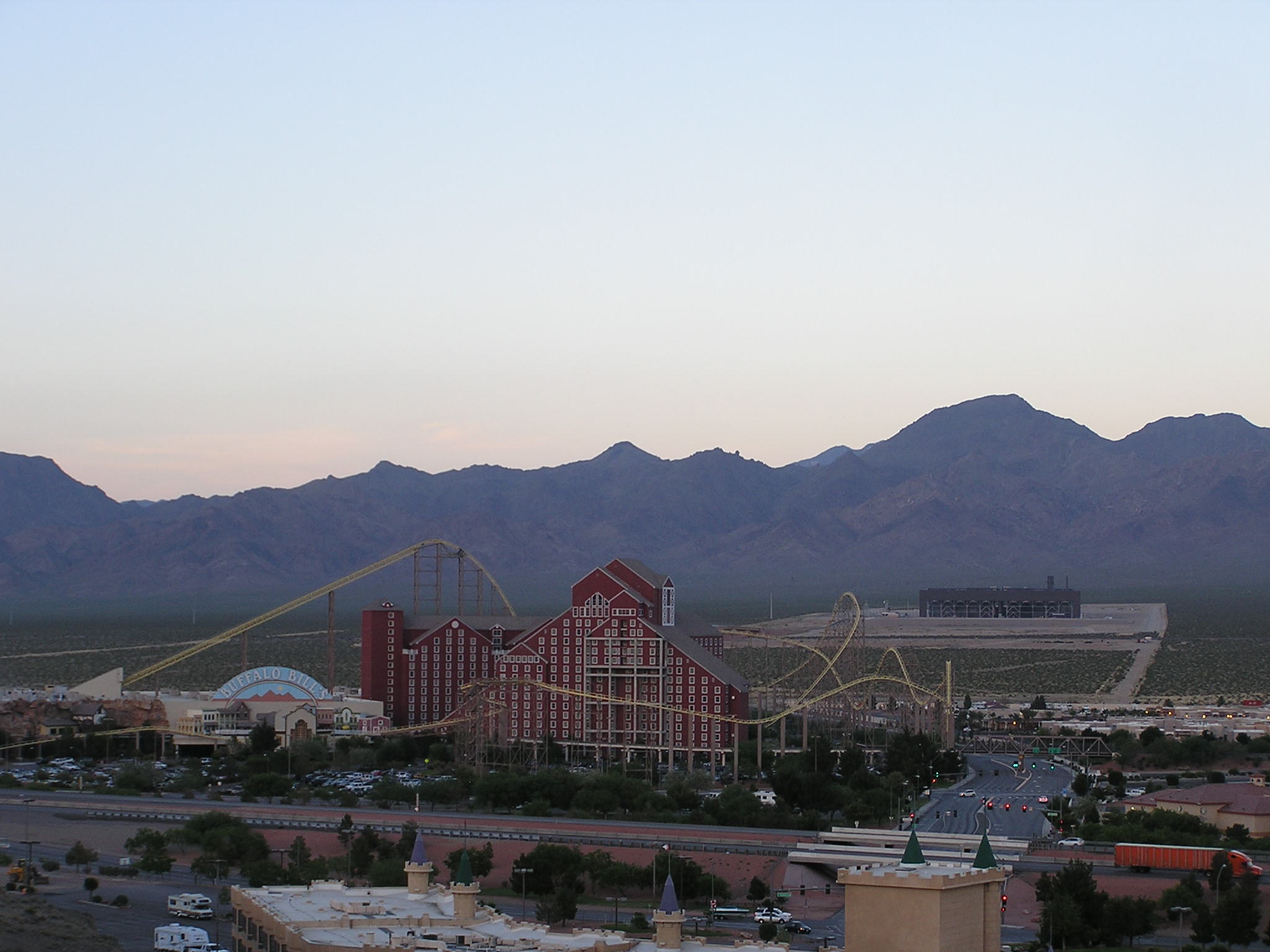
O casino Buffalo Bill no crepúsculo.

## Cultura popular
A vila de Primm surge no vídeo jogo Fallout: New Vegas, onde surge o casino Buffalo Bill.
O rapper  "Chank Smith" cantou a música "Primm Anthem".